# غواصة فئة ديكار
غواصة فئة ديكار (بالعبرية: הצוללות מסדרת דקר) هي فئة من الغواصات الهجومية التي تعمل بالديزل والكهرباء، والتي طلبتها البحرية الإسرائيلية من مجموعة تيسين كروب للأنظمة البحرية (تي كيه أم أس) ومقرها ألمانيا.
تتميز غواصات فئة داكار بتصميم جديد مقارنة بالغواصات من فئة دولفين التابعة للبحرية الإسرائيلية التي تخدم بها حالياً. وقد بُنيت لتلبية المتطلبات العملياتية للبحرية الإسرائيلية. سُميت الفئة على شرف الغواصة الإسرائيلية آخي ديكار التي غرقت في ظروف غامضة في 1968.
طلبت وزارة الدفاع الإسرائيلية بناء ثلاث غواصات - كبديل للدفعة الأولى من الغواصات من فئة دولفين-1 التابعة للبحرية الإسرائيلية في يناير 2022. ومن المقرر أن تدخل أول غواصة جديدة الخدمة في غضون تسع سنوات.